# تفجير ديار بكر (مارس 2016)
في يوم 31 مارس 2016 إنفجرت سيارة ملغومة إستهدفت سيارة مدرعة تنقل أفراد من الشرطة وانفجرت بالقرب من محطة للحافلات في حي باجلار من ديار بكر، تركيا، مما أسفر عن مقتل سبعة أشخاص على الأقل من ضباط الشرطة وإصابة 27 أشخاص آخرين من بينهم 13 ضابطا، وفقا لبيان المشترك التركي بين الشرطة والمسؤولين. ويأتي الهجوم قبل يوم واحد من زيارة رئيس الوزراء التركي أحمد داود أوغلو المقرر إلى هذه المدينة.و تشير مصادر سي إن إن ان حزب العمال الكردستاني قد تبنى الهجوم.